# Socialistická rada
Socialistická rada byl koordinační orgán, ustanovený mezi Českoslovanskou stranou sociálně demokratickou a Českou stranou národně sociální (ČSNS) v závěru první světové války. Podílel se na událostech souvisejících s vznikem Československa. Jejím významným představitelem byl Bohumír Šmeral, v jejím čele stál šestičlenný Akční výbor.
Rada byla ustanovena dne 6. září 1918, v atmosféře všeobecného přesvědčení v českých zemích, že první světová válka skončí porážkou Ústředních mocností. V orgánu byli zastoupeni členové kolektivního vedení obou politických stran. Původně měla připravovat sloučení levicových politických stran do jednoho celku. 
Z větších událostí, které připravil, patří např. generální stávka, která proběhla v Čechách a do jisté míry i na Moravě dne 14. října 1918. Kromě toho se zabývala koordinací aktivit mezi oběma uvedenými levicovými stranami. Rada vystupovala jako do jisté míry orgán s vlastními politickými cíli vůči Národnímu výboru, byť respektovala jeho autoritu a podřizovala se jeho rozhodnutím. Po vzniku nezávislé ČSR předložila pouze minimální požadavky a v roce 1919 zcela zanikla.